# Saison 1 d'Earl
Chronologie
Saison 2
Cet article présente le guide des épisodes de la première saison de la série télévisée américaine Earl (My Name Is Earl).

## Épisodes

### Épisode 1:Mauvais Karma
- États-Unis : 20 septembre 2005
- France : 29 octobre 2006 sur Paris Première

- Leo Fitzpatrick (Sonny)
- Dale Dickey (Patty)
- Carson Daly (lui-même)
- Gregg Binkley (Kenny James)
- Frank Collison (Rick James)
- Laura Gardner (Mme James)
- Deborah Cresswell (Wanda)

### Épisode 2:Fumer nuit gravement à la santé
- États-Unis : 27 septembre 2005
- France : 29 octobre 2006

- Joshua Levine (le vendeur de donuts)
- Silas Weir Mitchell (Donny Jones)
- Kathryn Joosten (la mère de Donny)
- Jack Axelrod (le vieil homme)
- Andrew Wasser (le prisonnier)
- Scott Lincoln (un armurier)
- Tracy Ashton (l'unijambiste)

### Épisode 3:Cheval de Troie
- États-Unis : 4 octobre 2005
- France : date inconnue

- Bob Rumnock (le proviseur)
- Dennis Burkley (le propriétaire)
- Gregg Binkley (Kenny James)
- Cheryl Hawker (Rosie)

### Épisode 4:Mort Vivant
- États-Unis : 11 octobre 2005

- Frances Callier (Barbie)
- Beth Riesgraf (Natalie)
- Dax Shepard (Dirk)
- Darcy Shean (la mère de Natalie)
- Montel Williams (lui-même)

### Épisode 5:Le Mauvais Génie
- États-Unis : 18 octobre 2005

- Giovanni Ribisi (Ralph)
- David Aranovich (le russe)
- Sunkrish Bala (le médecin)
- Pramod Kumar (Vali)
- Phoenix Smith (Randy enfant)
- Tanner Maguire (Ralph enfant)

### Épisode 6:Concours de beauté
- États-Unis : 1er novembre 2005

- Timothy Stack (lui-même)
- Missi Pyle (Shelly)
- Chloë Moretz (Candy)
- Gigi Goff (Joy enfant)
- Ellen Albertini Dow (Gertrude Balboa)

### Épisode 7:Le Roi du golf
- États-Unis : 8 novembre 2005

- Raymond Ma (le patron de Scott)
- Kristina Hayes (Tess)
- David Reivers (le voisin de Tess)
- Johnny Galecki (Scott)
- Art Frankel (le vieil homme)

### Épisode 8:Tous mes vœux de bonheur
- États-Unis : 15 novembre 2005

- Louis T. Moyle (Dodge)
- Lindsay Taylor (Carla)
- Trey Carlisle (Earl Jr.)
- Bill Suplee (Willie le facteur borgne)
- Dale Dickey (Patty)
- Toya A. Brown (la mère de Darnell)
- Pam Trotter (Daneesha)

### Épisode 9:Votez pour mon père
- États-Unis : 22 novembre 2005

- Beau Bridges (Carl Hickey)
- Kipp Shiotani (Marty Park)
- Nancy Lenehan (Kay)
- Bill Suplee (Willie le facteur borgne)
- Niecy Nash (Ronda)
- Tracy Ashton (Didi)
- Cameron Clapp (le petit-ami de Didi)
- Frank Collison (Rick James)

### Épisode 10:Joyeux Noël!
- États-Unis : 6 décembre 2005

- Louis T. Moyle (Dodge)
- Charles Noland (l'homme)
- Blake Clark (le père de Joy)
- Brett Butler (la mère de Joy)
- Trey Carlisle (Earl Jr)

### Épisode 11:Le Ranch de la sagesse
- États-Unis : 5 janvier 2006

- Louis T. Moyle (Dodge)
- Ryan Armstrong (Randy enfant)
- Cesar Flores (Hector)
- Abdoulaye N'Gom (Nescobar-a-Lop-Lop)
- Trey Carlisle (Earl Jr)
- Noah Crawford (Earl enfant)

### Épisode 12:Karma vengeur
- États-Unis : 12 janvier 2006

- Jeremy Howard (Jeff Muskin)
- Jessica Cauffiel (Tatiana)
- Scott Freeburg (un collègue)
- Tyler Kain (Charmaine Patrick)
- Adria Dawn (Jesse Muskin)
- J. Lamont Pope (Jasper)
- Jon Favreau (Pat Patrick)
- Lindsay Hollister (Xena)

### Épisode 13:Le Roi du hot dog
- États-Unis : 19 janvier 2006

- Louis T. Moyle (Dodge)
- Giovanni Ribisi (Ralph)
- Trey Carlisle (Earl Jr)
- Ramon Chavez (Pops)
- Gregg Binkley (Kenny)
- Mark Christopher Lawrence (Jack Knox)
- Terence Bernie Hines (Fred)
- Lou Wagner (Mr. Covington)

### Épisode 14:Mon frère ce héros
- États-Unis : 26 janvier 2006

- Tim DeKay (Hank Lange)
- Tracy Ashton (Didi)
- Booth Colman (le scientifique)
- Donna Hardy (la grand-mère de Hank)
- E.J. Callahan (l'Oncle Charlie)

### Épisode 15:Une raison de vivre
- États-Unis : 2 février 2006

- Peter Spruyt (le vendeur)
- Adam Goldberg (Philo)

### Épisode 16:Le Professeur de mes rêves
- États-Unis : 9 février 2006

- Christine Taylor (Alex Meyers)
- Jacob Newman (le garçon)
- Alan Conn (l'étudiant en psychologie)
- George Frangides (Bob Smiley)
- Noah Crawford (Earl enfant)

### Épisode 17:L'État et Moi
- États-Unis : 2 mars 2006

- Tim DeKay (Hank Lange)
- Bill Suplee (Willie le facteur borgne)
- Yvette Cruise (Inez)
- Michael Bailey Smith (le skinhead prisonnier)
- Thomas Crawford (Tim)
- George Frangides (l'Officier Bob Smiley)
- Countrified Wedman (un surveillant)
- Patrick Thomas Gorman (Patron)
- Seth Sultan (un prisonnier)

### Épisode 18:La Voiture de la discorde
- États-Unis : 16 mars 2006

- Nancy Lenehan (Kay Hickey)
- Beau Bridges (Carl Hickey)
- Trey Carlisle (Earl Jr)
- Louis T. Moyle (Dodge)
- Ben Falcone (Ed)
- Timothy Olyphant (Billy Reed)

### Épisode 19:Les Maîtres du monde
- États-Unis : 23 mars 2006

- Timothy Stack (Tim Stack)
- Silas Weir Mitchell (Donny Jones)
- Tatum McCann (Cindy)
- William Charlton (Papa)

### Épisode 20:Le Croque-mitaine
- États-Unis : 30 mars 2006

- Louis T. Moyle (Dodge)
- Malcolm David Kelley (Albie)
- Leonard Earl Howze (George)
- Cece Tsou (Tiffani Lopez-Chang)
- Khamani Griffin (très jeune Albie)
- Andrea De Oliveira (la femme de George)

### Épisode 21:La Revanche de Jessie
- États-Unis : 6 avril 2006

- Juliette Lewis (Jessie)
- Joon Lee (l'instructeur)
- Dana Cuomo (Bobbi)
- Don Swayze (le prêteur sur cages)

### Épisode 22:Je veux être policier!
- États-Unis : 27 avril 2006

- Max Perlich (Paul)
- Alan Conn (le fêtard)
- Mike O'Malley (Stewart)
- Clint Howard (Rodney)
- William Stanford Davis (le voisin)
- Steve Seagren (l'agent de sécurité)
- Laura Johnson (le Capitaine Daniels)
- Kerry O'Malley (le Sergent Nancy)
- Abdoulaye N'Gom (Nescobar-a-Lop-Lop)

### Épisode 23:Un monde sans colère
- États-Unis : 4 mai 2006

- Miriam Shor (Gwen Waters)
- Geoffrey Lewis (Paul Waters)
- Noah Crawford (Earl enfant)
- Shailene Woodley (Gwen enfant)
- Grace Bustos (Claretta)
- Dale Dickey (Patty)
- David Raibon (l'avocat de Patty)
- Tom Carey (le Juge)

### Épisode 24:L'argent ne fait pas le bonheur
Pour les articles homonymes, voir L'argent ne fait pas le bonheur.
- États-Unis : 11 mai 2006

- Lin Shaye (la mère de Paul)
- Max Perlich (Paul)
- Dale Dickey (Patty)
- Abdul Goznobi (Iqbal)
- Dennis Burkley (Roy Wade)
- Yetta Ginsburg (Joan)
- Bill Suplee (Willie le facteur borgne)
- Cameron Clapp (Jake)
- Tracy Ashton (Didi)

- Cet épisode dure exceptionnellement 26 minutes.
- À la fin de l'épisode, Catalina dit en espagnol « C'est ainsi que nous concluons notre 1re saison de Earl, nous vous remercions de nous avoir suivis et espérons vous revoir à l'AUTOMNE PROCHAIN ! »